# Bellou-le-Trichard
Bellou-le-Trichard (bɛ.lu.lə.tʁi.ʃaʁⓘ) es una población y comuna francesa, situada en la región de Baja Normandía, departamento de Orne, en el distrito de Mortagne-au-Perche y cantón de Le Theil.

## Demografía
| 297 | 274 | 221 | 190 | 180 | 202 |
| Para los censos de 1962 a 1999 la población legal corresponde a la población sin duplicidades (Fuente: INSEE [Consultar]) |     |     |     |     |     |